# فیض‌آباد (مازول، جنوب)
فیض‌آباد روستایی در دهستان مازول بخش مرکزی شهرستان نیشابور استان خراسان رضوی ایران است.

## جمعیت
بر پایه سرشماری عمومی نفوس و مسکن در سال ۱۳۹۵ جمعیت این روستا ۴۶۹ نفر (۱۳۹خانوار) بوده‌است.